# Maria Szewczyk-Szlachta
Maria Szewczyk-Szlachta, ps. Goździk – harcerka Szarych Szeregów na terenie Dębicy oraz sanitariuszka w czasie Akcji Burza.
Harcerka od 1932 roku, w latach 1933–1934 uczestniczyła w obozach harcerskich w Starym Sączu, Gołęczynie k. Dębicy oraz w Gdyni, zimą zaś w kursie narciarskim dla harcerek w Bukowinie Tatrzańskiej. Pełniła także służbę popowodziową, opiekując się dziećmi we wsi Podleszany k. Mielca oraz organizując akcje zarobkowe. Od 1935 roku zastępowa zastępu Owieczki, dwa lata później przerwała działalność harcerską na rzecz przynależności do Przysposobienia Wojskowego Kobiet. 
Wiosną 1939 roku zdała maturę, jesienią zaś dowódca dębickich Szarych Szeregów hm. Jan Kita ps. Samotny zaprzysiągł ją do tajnej działalności. Maria Szewczyk towarzyszyła mu w wyjazdach do Tarnowa i Sędziszowa Małopolskiego; jednak udało jej się uniknąć „wsypy” w 1941 roku, w wyniku której dębicka komórka SzSz przestała istnieć, a większość konspiratorów została aresztowana, uwięziona, torturowana i wywieziona do obozów zagłady.
W 1943 roku przystąpiła do konspiracyjnego szkolenia sanitarnego, aby pełnić służbę podczas Akcji Burza w 1944 w rejonie Dębicy. Brała udział w największej bitwie stoczonej z Niemcami przez oddziały dębickiego Obwodu Armii Krajowej na polanie Kałużówka, w lasach Braciejowa Południk w dniach 23–24 sierpnia 1944.